# Стрілянина в Аґбуду
Стрілянина в Аґбуду — масова стрілянина яка відбулася 30 липня 2020 року в селі Аґбуду, штату Когі, Нігерія.

## Перебіг подій
У ніч на 28 липня, група озброєних людей на мотоциклах відкрила вогонь по громаді в Когі, внаслідок чого загинуло 14 людей.
За словами начальника поліції штату Еда Аюби, 13 жертв були членами сім'ї громади Агбуду в регіоні Когі, місцевого самоврядування Котон-Карфе. Ще шестеро постраждали внаслідок нападу, особи нападників невідомі.
Напад стався після заборони мотоциклів, ініційованої деякими штатами у відповідь на їх використання в останніх терактах.

## Наслідки
В результаті нападу загинуло 14 людей, ще 6 постраждали. Тринадцять загиблих були членами однієї родини. 
Поліція заявила, що мотивом нападу є підозра на тривалу суперечку щодо прав на землю.